# Franco Romero
Franco Agustín Romero (ur. 23 kwietnia 2000 w La Placie) – argentyński piłkarz występujący na pozycji defensywnego pomocnika, od 2025 roku zawodnik meksykańskiej Toluki.